# Kloster La Cour-Dieu
Das Kloster La Cour-Dieu (Curia Dei) ist eine ehemalige Zisterzienserabtei in der Gemeinde Ingrannes im Département Loiret, Region Centre-Val de Loire, in Frankreich. Es lag rund 19 km südlich von Pithiviers auf dem Gebiet der Gemeinde Ingrannes im Forêt d’Orléans.

## Geschichte
Das sechste Tochterkloster von Kloster Cîteaux wurde im Jahr 1119 auf einem Gelände inmitten des Walds von Orléans (Forêt d’Orléans) gegründet, entwickelte sich rasch und gründete die Tochterklöster Lorroy (1125), Le Val (1136), Olivet (1145), Iranzu in Navarra (1178) und Cercanceaux (1181). Es besaß viele Grangien, darunter die von Chérupeau in Tigny. Mit dem Bau der Kirche wurde 1170 begonnen und er war 1216 abgeschlossen. Es wurde 1562 und 1567 von den Protestanten belagert und in der Französischen Revolution 1791 aufgelöst und verlassen.

## Bauten und Anlage

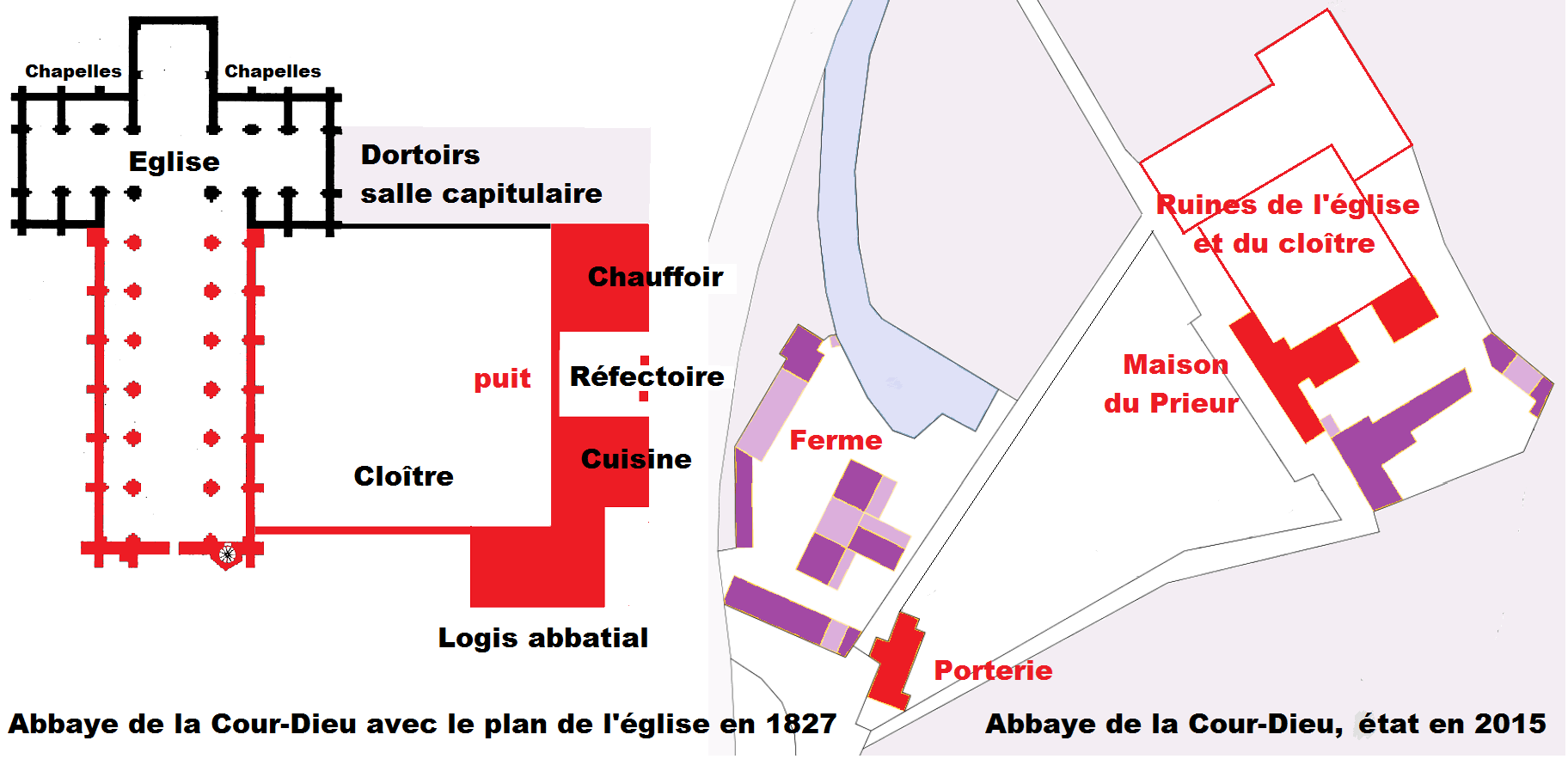
Lageplan (Zustand 2015)

Die gotische Kirche fiel nach der Revolution in Ruinen. Erhalten sind ein Teil der sehr einfach gehaltenen, von einem fünfeckigen Treppenturm aus dem 15. Jahrhundert flankierten Westfassade und des Nordquerhauses. Das Abtsgebäude ist nunmehr ein Wohnhaus. Von den Klausurgebäuden haben sich, ebenfalls als Wohnraum genutzt, der Kapitelsaal und die Küche mit einem zentralen Kamin aus dem 13. Jahrhundert erhalten. Vom Kreuzgang ist nichts mehr vorhanden. Der Chor der Kirche von Jargeau birgt das Chorgestühl aus La Cour-Dieu.